# Жозе Сократеш
Жозе́ Со́кратеш Карва́лью Пі́нту де Со́уза (порт. José Sócrates Carvalho Pinto de Sousa; *6 вересня 1957, Вілар-де-Масада, Віла-Реал) — португальський державний і політичний діяч, соціаліст. Прем'єр-міністр Португалії на посаді з 12 березня 2005 до 21 червня 2011. У 2-й половині 2007 року був головою Ради Європейського Союзу.

## Біографія
Освіту бакалавра здобув у новоствореному Інженерному інституті Коїмбри у 1979 році. Пізніше отримав диплом спеціаліста у Незалежному університеті (Лісабон, 1991 рік), ступінь магістра (2005 рік).
Член соціалістичної партії Португалії з 1981 року. Розпочав кар'єру як інженер в муніципальній палаті міста Ковілья. Член муніципальних зборів Ковільї в 1989—1996 роках. Вперше обраний до парламенту у 1987 році. Офіційний представник соціалістів з питань охорони довкілля в 1991—1995 роках.
Державний секретар з охорони довкілля в 1995—1997 роках. Міністр молоді та спорту в 1997—1999 роках. Домігся обрання кандидатури Португалії як місця проведення Чемпіонату Європи з футболу в 2004 році. Міністр охорони довкілля в 1999—2002 роках.
У 2004 році очолив соціалістичну партію і в 2005 році привів партію до перемоги на позачергових парламентських виборах (45 % голосів). Прем'єр-міністр Португалії з 12 березня 2005 року. З 1 липня по 31 грудня 2007 року був голова Ради Європи.
23 березня 2011 подав у відставку з поста прем'єр-міністра, після того як парламент країни відхилив план антикризових заходів, запропонований урядом. Після поразки на дострокових парламентських виборах 5 червня 2011 заявив про швидкий відхід у відставку і з посади керівника соціалістів.
Розлучений, має двох дітей. Є агностиком.

## Підозра вкорупції(Freeport)
Підозри на адресу Сократеша відносяться ще до 2002 року. Тоді британська компанія Freeport домоглася дозволу на будівництво гігантського торговельного центру в природоохоронній зоні (муніципалітет Алкошете на схід від Лісабона). Пізніше відповідні служби Великої Британії почали розслідування, запідозривши, що в цій справі не обійшлося без хабара. Жозе Сократеш у той час займав посаду міністра у справах довкілля. Пізніше Сакратеш кілька разів заперечив ці звинувачення, назвавши їх безпідставними. Проте згодом, у березні 2009 року, Чарльз Сміт, який є одним з засновників Smith & Pedro, яка була контратована для отримання дозволу на будівництво Freeport Alcochete, чітко підтвердив причетність Сократеша до корупції і що останній отримав премію в грошах через посередництво двоюрідного брата, давши «зелене світло» на будівництво згаданого торговельного центру. Цю заяву було зроблено на DVD, який наразі знаходиться в руках британської поліції, що займається розслідуванням справи. Цікаво, що справа була «роздута» саме у рік нових парламентських виборів (2009 рік).